# Château de la Barre (Villejoubert)
Pour les articles homonymes, voir Château de la Barre.
Le château de la Barre, appelé aussi logis de la Barre, est situé sur la commune de Villejoubert, en Charente, à 16 kilomètres au nord d'Angoulême.

## Historique
La première mention de ce fief remonte à 1487, date d'un dénombrement de Jean Triquot, écuyer, seigneur de La Barre, à son suzerain le seigneur de Montignac.
C'est sans doute lui, ou son gendre Antoine Horric au début du XVIe siècle, qui a fait construire le château, placé en haut d'une source, et situé à 400 mètres au nord de l'ancien castrum d'Andone, 500 mètres au sud de l'ancienne voie romaine qui va à Montignac et 1,3 km au sud-ouest du bourg de Villejoubert.
Le château reste dans la famille Horric, famille protestante dont on retrouve les armes sur la porte d'une tour, jusqu'à la fin du XVIIe siècle, où il passe sans doute par vente, à François Gourdin, écuyer, puis, par héritage et alliance en 1771, à la famille Duboys de la Bernarde,. Lors de la Révolution, leur fils, Louis Robert Duboys de La Barre, est considéré comme émigré. Le domaine de la Barre est alors vendu et acquis en 1796 par Pierre Dubois, un des administrateurs du département, cousin de Louis Robert Duboys de La Barre. Conformément à sa promesse, Pierre Dubois revend en 1803 le domaine de la Barre à Louis Robert Duboys de Labarre, dont la famille le possèdera jusqu'en 1990,,.
Le 30 avril 1990, le logis, les restes de son portail d'entrée au nord, trois tours, le pigeonnier et les vestiges de fortifications, sont inscrits monuments historiques par arrêté,.

## Architecture
Le logis s'articule autour d'une cour triangulaire. Le corps de logis se trouve à l'est. Il forme un plan rectangulaire allongé du nord au sud. Au nord, il est cantonné au nord par une grosse tour ronde avec mâchicoulis et créneaux. Sur cette tour est accolée une petite tour carrée s'appuyant au sud sur le toit du corps principal et légèrement plus haute que la grosse tour, et contenant un escalier à vis. Le bâtiment central est cantonné au sud par une tour carrée coiffée d'un toit pyramidal. Au centre du logis, côté cour, est aussi accolée une tour carrée coiffée d'un toit pyramidal, qui s'appuie sur une tour ronde en encorbellement avec une base moulurée de huit tores au-dessus de la porte du logis. Cette tour contient l'escalier à vis menant aux étages du château. La porte possède un pourtour ouvragé.
La cour est fermée par des communs à l'ouest. L'entrée s'effectue par un portail. Au nord de cet ensemble se trouve une fuie de plan octogonal, ce qui est assez exceptionnel en Charente, arasée. Son intérieur est circulaire et creusé de sept rangées de boulins. À l'ouest se trouvent les vestiges d'une fuie encore plus ancienne, de plan circulaire,.
L'est du logis donne sur une terrasse occupée par le jardin avec une piscine.
Le site est privé et ne se visite pas.

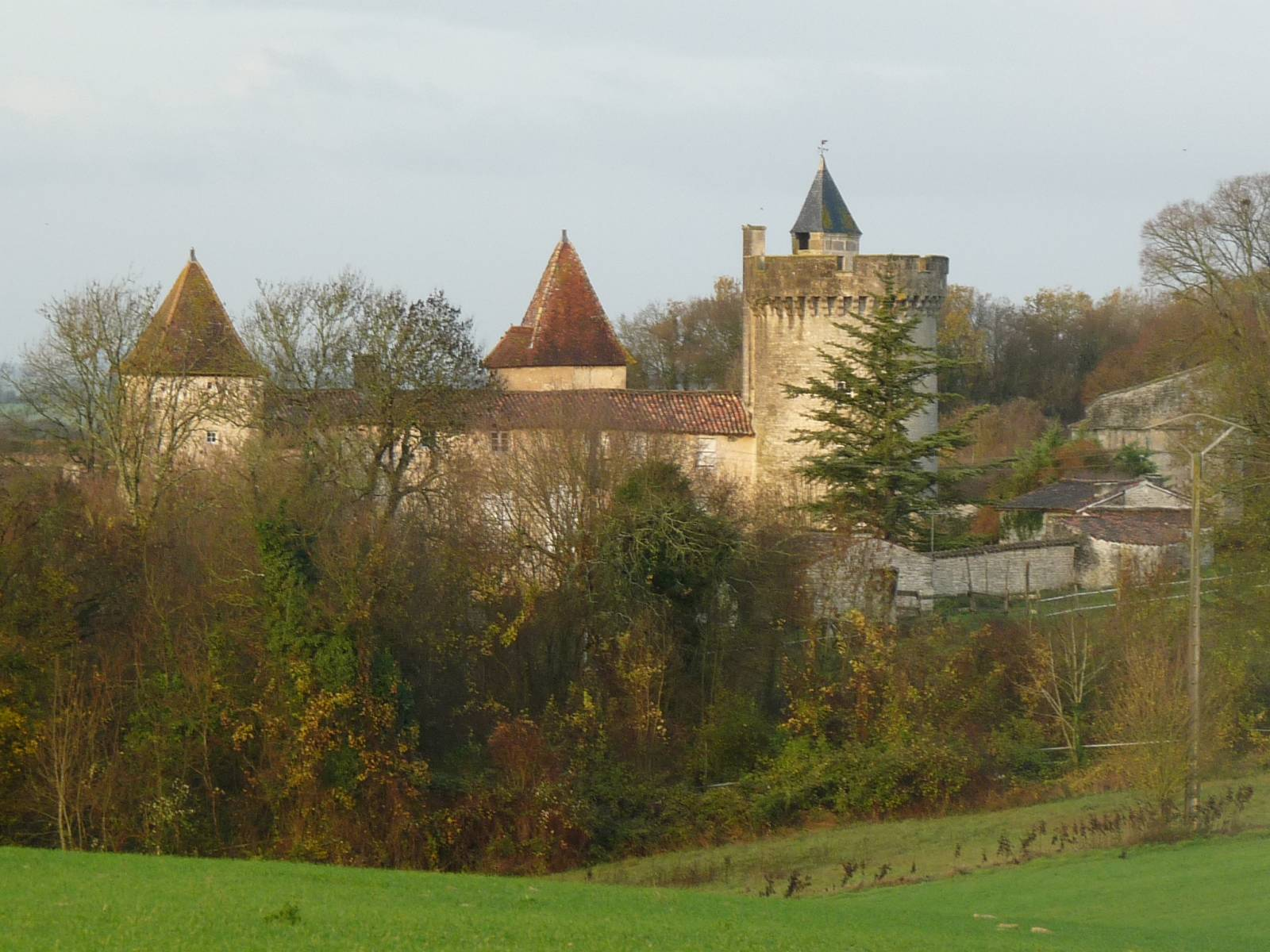
Vue de l'est
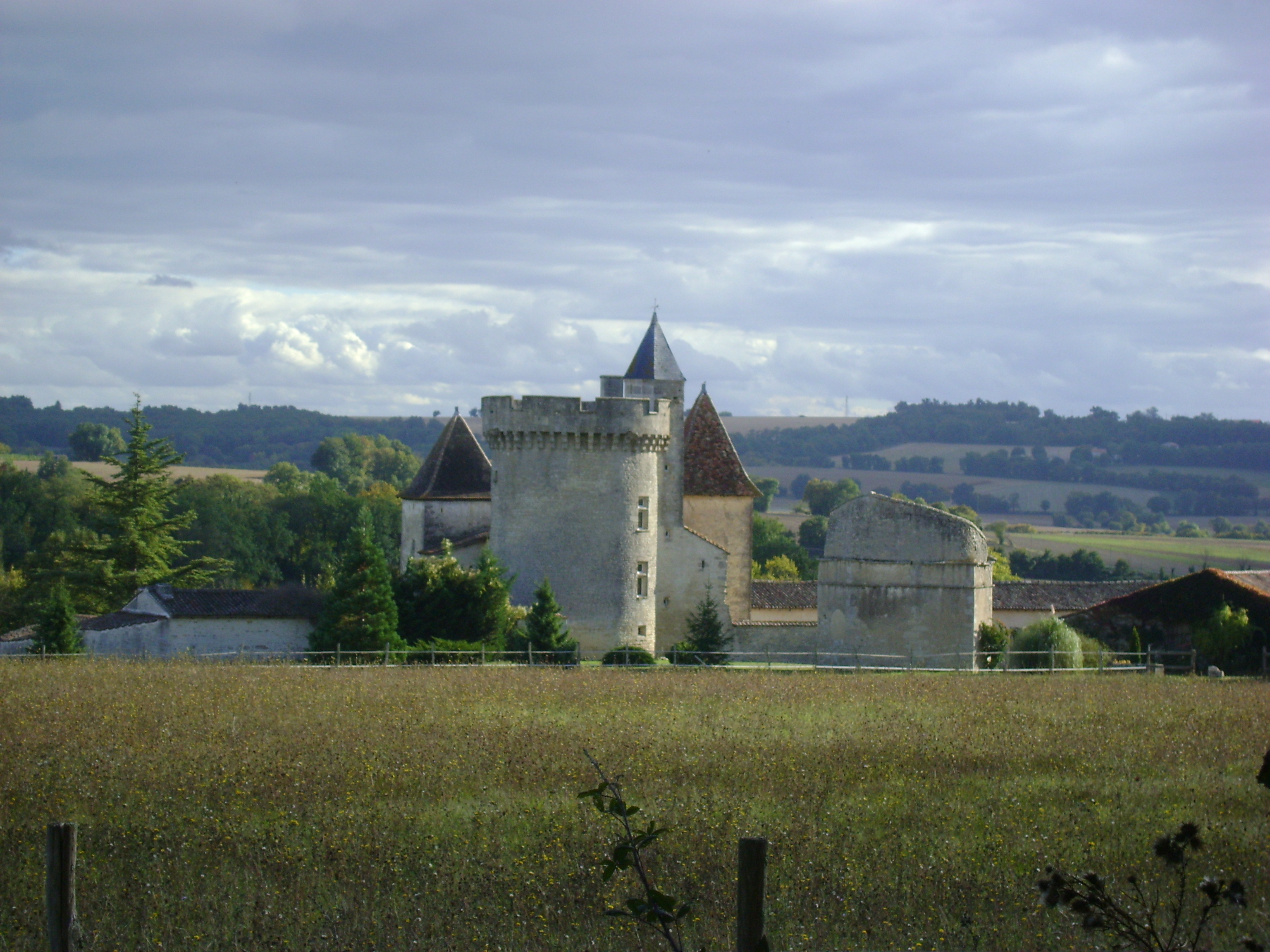
Vue du nord
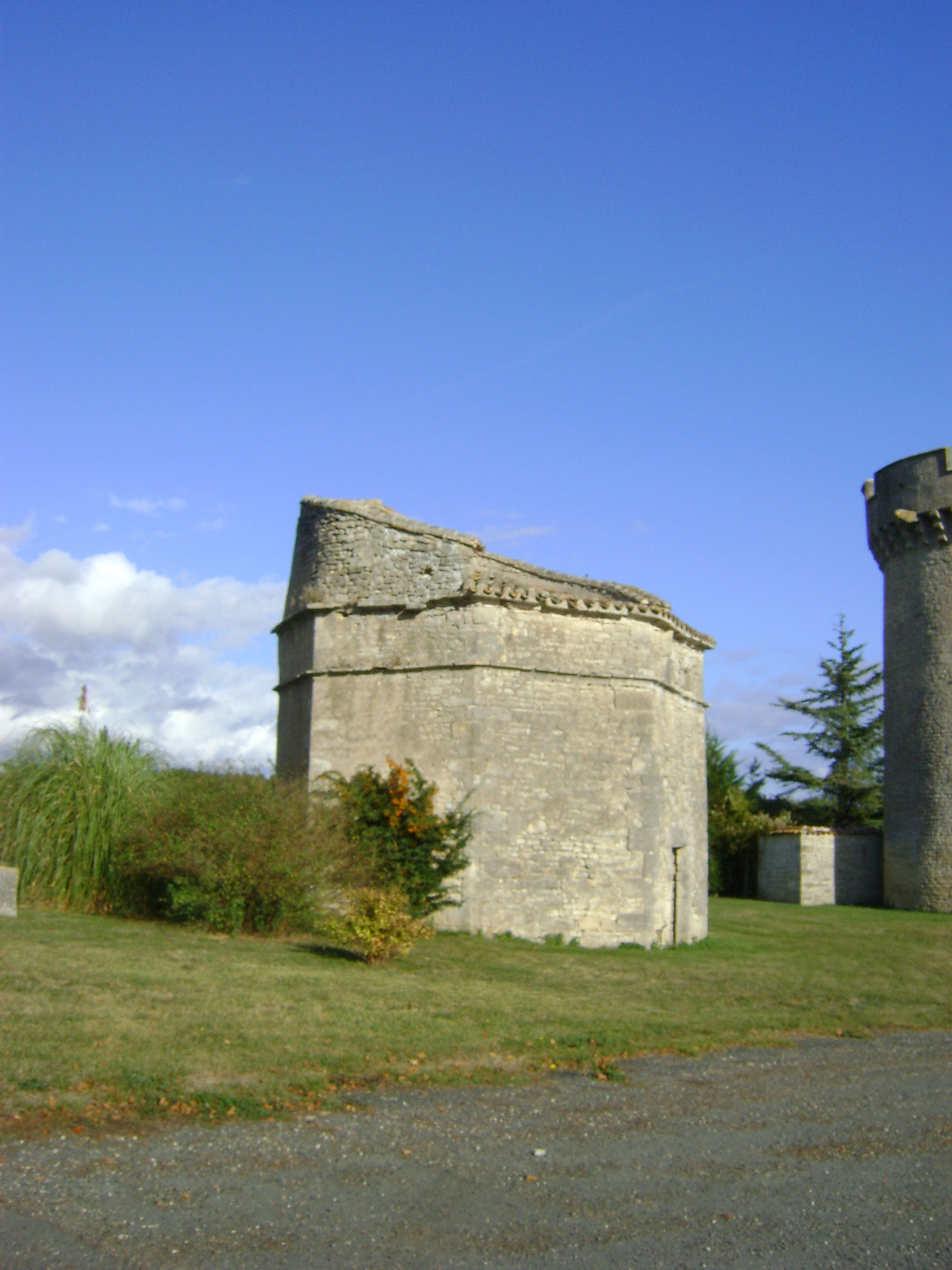
Vestiges de la fuie octogonale